# شونيتيا جونز
شونيتيا جونز، عالمة وراثة وعالمة أحياء نمائي أمريكية. وهي نائبة رئيس الأبحاث في مؤسسة مايكل سميث للأبحاث الصحية. كانت سابقًا مديرة الاستبصار والتحليل في صندوق ويلكم.

## حياتها التعليمية والوظيفية
تعتبر جونز عالمة في علم الوراثة وعلم الأحياء النمائي. كانت زميلة أبحاث في روث إل. كيرشستين في جامعة إيموري حيث أجرت أبحاثًا في علم الأحياء العصبي النمائي بينما تستكمل نيل درجة الدكتوراه في الكيمياء الحيوية وعلم الأحياء الخلوي والنمائي. كانت أطروحة جونز 2005 بعنوان التوصيف الجزيئي والوظيفي للنسخ المصغرة، المعدل المهيمن لمسار هيتجهوج في تطور عين ذبابة الفاكهة. وكان كيفن موسى مستشارها للدكتوراه.
كانت جونز أستاذًا في الجامعات الأمريكية قبل أن تُدير برنامج البحث العلمي لمعهد هوارد هيوز الطبي في حرم جانيليا للأبحاث. انضمت إلى صندوق ويلكم في 2012 لتقييم تأثير المنح الممولة. في يناير 2016، أصبحّت جونز مدير الاستبصار والتحليل في ويلكم. وفي يناير 2020، أُعلنّت جونز نائبًا لرئيس الأبحاث في مؤسسة مايكل سميث للأبحاث الصحية في كولومبيا البريطانية اعتبارًا من 14 أبريل 2020.

## أعمال مختارة
- Jones, Chonnettia; Chen, Ping (Feb 2007). "Planar cell polarity signaling in vertebrates". BioEssays (بالإنجليزية). 29 (2): 120–132. DOI:10.1002/bies.20526. PMC:4158832. PMID:17226800.
- Qian, Dong; Jones, Chonnettia; Rzadzinska, Agnieszka; Mark, Sharayne; Zhang, Xiaohui; Steel, Karen P.; Dai, Xing; Chen, Ping (Jun 2007). "Wnt5a functions in planar cell polarity regulation in mice". Developmental Biology (بالإنجليزية). 306 (1): 121–133. DOI:10.1016/j.ydbio.2007.03.011. PMC:1978180. PMID:17433286.
- Chen, Ping; Yoder, Bradley K.; Petit, Christine; Boglarka Banizs; Qian, Dong; Foucher, Isabelle; Roper, Venus C.; Jones, Chonnettia (Jan 2008). "Ciliary proteins link basal body polarization to planar cell polarity regulation". Nature Genetics (بالإنجليزية). 40 (1): 69–77. DOI:10.1038/ng.2007.54. ISSN:1546-1718. PMID:18066062. S2CID:20919691.

## وصلات خارجية
- شونيتيا جونز على تويتر.